# 周皇后 (崇禎帝)
周皇后（しゅうこうごう）は、明の崇禎帝の皇后。孝節烈皇后（こうせつれつこうごう）、孝敬端皇后（こうけいたんこうごう）、あるいは荘烈愍皇后（そうれつびんこうごう）と諡された。

## 経歴
順天府の出身。原籍は蘇州府呉県。四柱推命士の周奎とその後妻の丁氏の娘として生まれた。天啓6年（1626年）、美貌をもって選抜されて信王朱由検（後の崇禎帝）の邸に入り、信王妃（正室）となった。崇禎帝が即位すると、皇后に立てられた。白無垢の服を好み、書画をよくし、医書を誦した。父の周奎は伯爵（嘉定伯）に封ぜられた。
北京に李自成の軍勢が迫っていた頃、周氏は崇禎帝に「私たちには南方にもう一棟の家屋があります」と繰り返し説き、南京への遷都を勧めたが、崇禎帝は聞き入れなかった。崇禎17年（1644年）3月19日、北京は李自成軍によって陥落した。前夜、崇禎帝は周氏に死を命じた。周氏は痛哭して「私は18年来、陛下に奉仕しました。私の話など陛下のお耳には一言も入りません。今日、陛下と一緒に殉国し、死んでも恨みはありません」と応じ、息子らと最後の別れをして、自ら縊死した。
李自成の命令で、皇貴妃田秀英の墓が開かれ、崇禎帝と周氏が合葬された。南明において孝節貞粛淵恭荘毅奉天靖聖烈皇后の諡号が贈られたが、一方で清では孝敬貞烈慈恵荘敏承天配聖端皇后、のち崇禎帝に合わせて荘烈愍皇后の諡号が贈られた。

## 子女
- 朱慈烺（献愍太子）
- 朱慈烜 - 1630年1月15日死産。懐隠王の位が贈られた。
- 坤儀公主 - 1630年12月2日生
- 朱慈炯（定哀王）

## 伝記資料
- 『明史』
- 『崇禎長編』
- 『崇禎宮詞註』